# Didi Paracatu
Didi Paracatu (Paracatu, 1955) é um cantor e compositor de música popular brasileira.

## Discografia
- Quintal das Memórias (2003)